# Margarita Escobar
Margarita Escobar López (Bogotá, 1921 - ibid., 15 de febrero de 2016) fue una escritora colombiana, esposa y viuda del político conservador Álvaro Gómez Hurtado.

## Biografía
Margarita contrajo nupcias con el joven político conservador Álvaro Gómez Hurtado el 22 de junio de 1946 Tuvieron 3 hijosː María Mercedes, Mauricio y Álvaro José Gómez Escobar. Mauricio se convirtió en un afamado periodista y artista plástico.
Su esposo era hijo del dirigente conservador Laureano Gómez, que cuatro años después del matrimonio de los Gómez Escobar llegó a ser presidente de Colombia.

### Secuestro de Gómez Hurtado
Jugó un papel importantísimo durante el secuestro de su esposo en 1988, cuando hombres del M-19 se llevaron a Álvaro Gómez, ya que por medio de correspondencia privada logró aplacar los ánimos de los involucrados y del propio Gómez.
Fue suya la idea de grabar las clases que Gómez daba en la Universidad Sergio Arboleda, pues -se informó luego- ella le entregó al escolta del político una grabadora Sony M-740.

### Memorias
Con la muerte de su esposo en 1995, Margarita permaneció viuda hasta su fallecimiento. En 1999, publicó un libro con la correpondencia de sus primeros años de relación con Gómez, llamado Pensando en Ti.
Margarita falleció el 15 de febrero de 2016, a los 95 años de causas naturales.